# Nigersaurus
Nigersaurus is een geslacht van sauropode dinosauriërs dat 120 tot 100 miljoen jaar geleden, tijdens het vroege Krijt, leefde in het gebied van het huidige Niger. Net als alle andere sauropoden was Nigersaurus een herbivoor.

## Vondst en naamgeving
Tussen 1965 en 1972 voerde de Franse paleontoloog Philippe Taquet expedities uit in de Elrhazwoestijn. Daarbij werden vrij talrijke fragmentarische resten gevonden van een eerst nog onbekende sauropode. De vondsten werden in 1976 door Taquet gemeld in de wetenschappelijke literatuur.

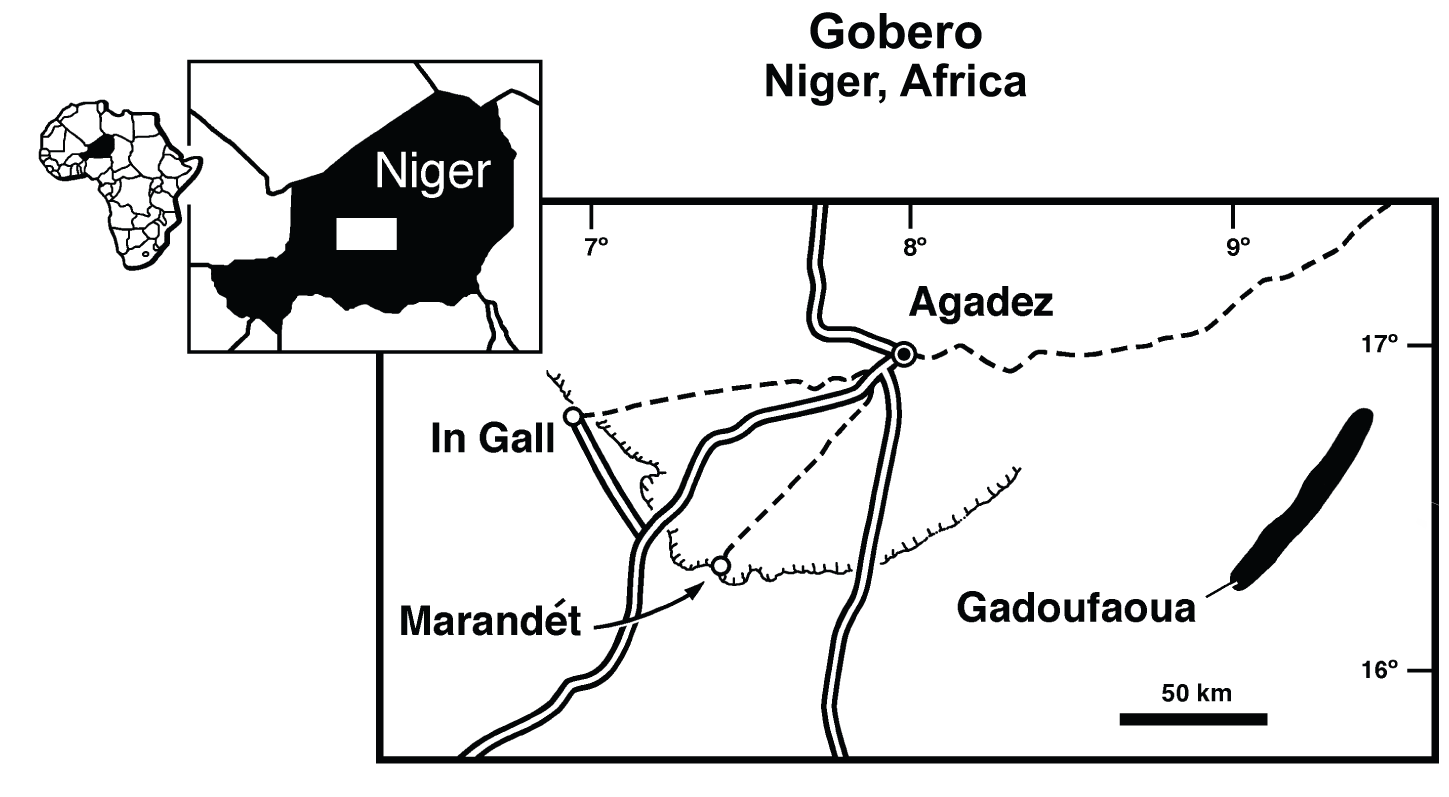
De vondstlocatie

In 1997 voerde Paul Sereno een meer succesvolle expeditie uit waarbij uitgebreidere resten werden aangetroffen bij Gadoufaoua.
De dinosauriër werd in 1999 door Sereno, Allison L. Beck, Didier B. Dutheil, Hans C.E. Larsson, Gabrielle H. Lyon, Bourahima Moussa, Rudyard W. Sadleir, Christian A. Sidor, David J. Varricchio, Gregory P. Wilson en Jeffrey A. Wilson kort beschreven en benoemd als de typesoort Nigersaurus taqueti. De geslachtsnaam verwijst naar Niger. De soortaanduiding eert Philippe Taquet als ontdekker. In hetzelfde artikel in Science werd Jobaria benoemd.
Het holotype, MNN GAD512, is gevonden in een laag van de Elrhazformatie die dateert uit het Aptien-Albien, ongeveer 112 miljoen jaar oud. Het bestaat uit een gedeeltelijk skelet met schedel. Bewaard zijn gebleven: een schedel en een nek. Een schouderblad en delen van de voorpoten en achterpoten werden in 1999 ook als delen van het holotype gezien maar in 2005 kwam Sereno daar op terug en meende dat het ook botten van andere individuen zouden kunnen zijn. Verschillende andere skeletten werden in 1999 toegewezen maar niet beschreven of met een inventarisnummer aangeduid.
Nigersaurus is een van de meest voorkomende dinosauriërgeslachten in Niger. In 2000 groef Sereno verder materiaal op. In 2005 beschreef Sereno samen met Jeffrey Wilson het gebit meer in detail, gebruikmakend van de resultaten van een CAT-scan. In 2007 werd op basis van eenzelfde scan de schedel en speciaal de hersenpan in detail beschreven. In al die studies wordt het postcraniaal skelet slechts oppervlakkig behandeld.

## Beschrijving

### Grootte en onderscheidende kenmerken

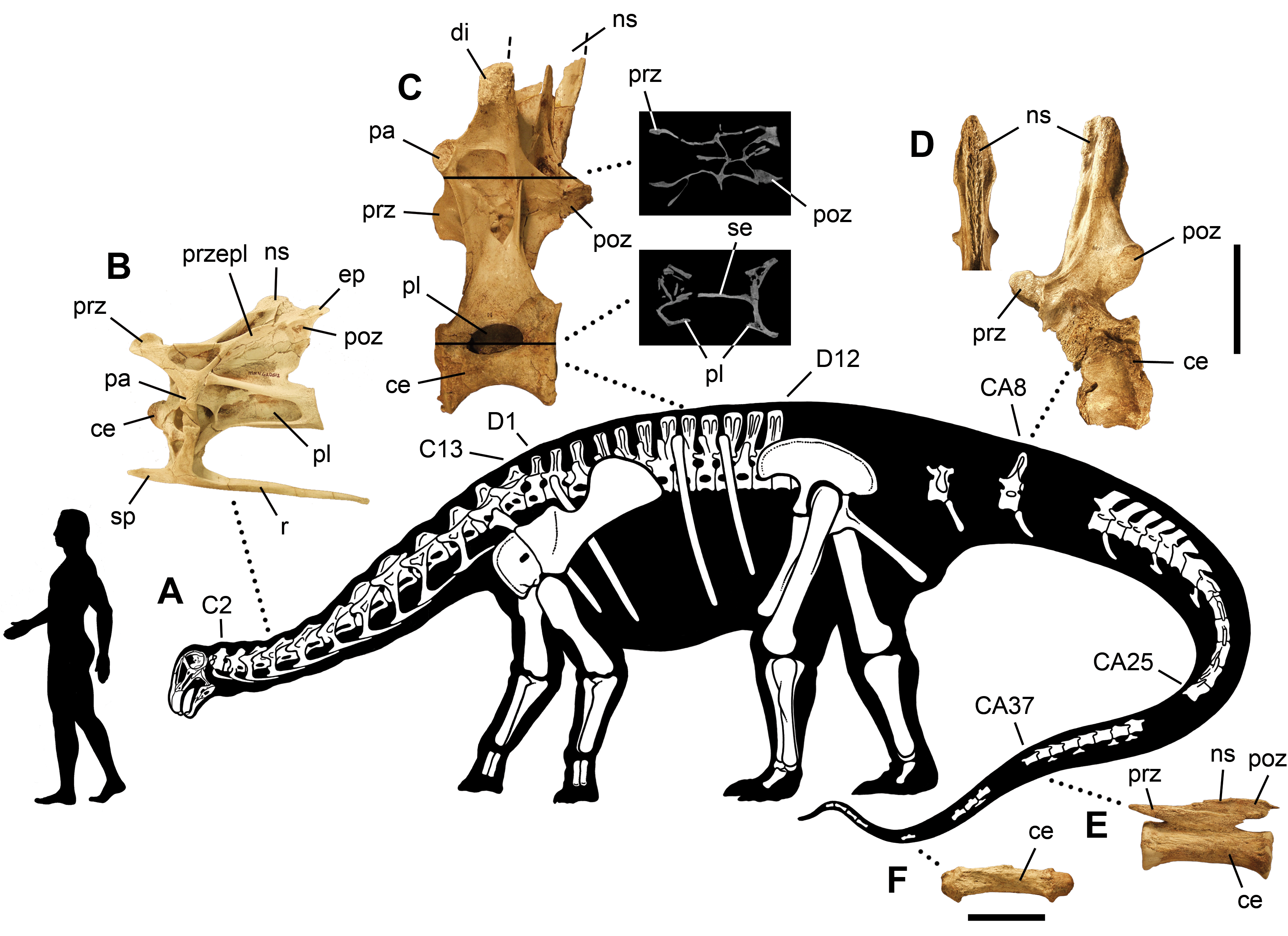
Nigersaurus op schaal met een mens. De gevonden beenderen zijn in wit aangegeven.

Sereno had al in 1999 in de gaten dat Nigersaurus vrij klein was voor een sauropode. Hij schatte toen de lichaamslengte op maximaal vijftien meter. De nieuwere vondsten dwongen hem dit naar beneden bij te stellen. Met zijn lengte van, volgens de schatting in 2007, negen meter bij een gewicht van vier ton was de Nigersaurus kleiner dan sommige andere leden van de Rebbachisauridae, zoals Rebbachisaurus zelf, die twaalf meter lang kon worden. Het dijbeen heeft een lengte van ongeveer een meter.
In 1999 werden enkele onderscheidende kenmerken vastgesteld. Het voorhoofdsbeen is langwerpig. Het voorhoofdsbeen heeft aan de onderkant een opvallende groeve voor de hersenholte. De tandrijen van zowel de bovenkaken als de onderkaken zijn overdwars georiënteerd. De tandrijen lopen vooraan zijdelings verder dan het verticale vlak van de hoofdtak van de onderkaak. De tanden hebben opvallende richels over beide randen lopen. De ruggenwervels hebben aan de basis van het doornuitsteeksel gepaarde pneumatische uithollingen. De basis van het schouderblad heeft aan de binnenkant een opvallende verruwing.
In 2005 werd een aantal aanvullende kenmerken gegeven. Er bevinden zich vijf extra vensters in de kop en wel in het jukbeen, het surangulare en het angulare. Het aantal tanden in de tandbatterij kan per kolom zo hoog zijn als tien à twaalf. In de praemaxilla en het dentarium ontbreken beenschotten tussen de tandkassen. In het bovenkaaksbeen bevinden zich ovale verticale vensters boven de groeizones van de tandwortels. De symfyse van de onderkaken is rond. De vorm van het voorhoofdsbeen en de pleurocoelen van de ruggenwervels werden niet meer als onderscheidend gezien.

### Skelet

#### Schedel

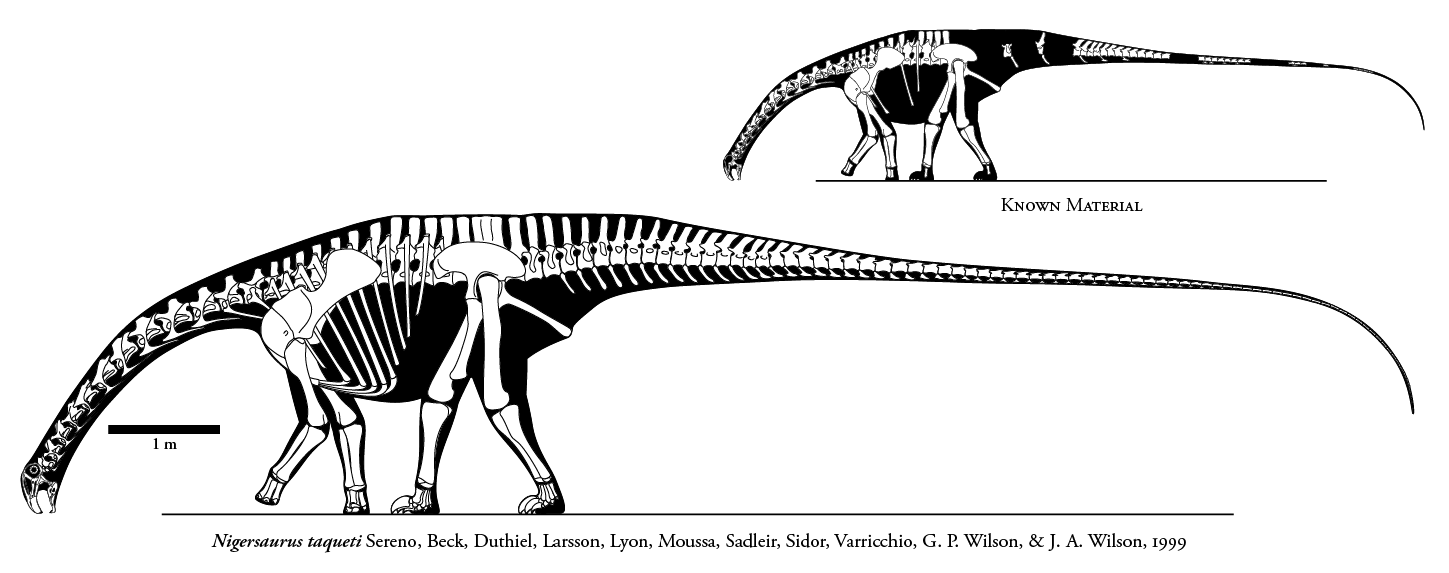
Een diagram van de bewaarde delen van het skelet

Nigersaurus was een herbivoor met een zeer uitzonderlijk brede bek, waar, inclusief vervangingstanden, ook nog eens vijfhonderd tot zeshonderd tanden in stonden. Dat is iets wat qua aantal normaal alleen maar aangetroffen wordt bij leden van de Hadrosauroidea en de Ceratopia. Het bizarre bij Nigersaurus is echter dat de tandrijen volledig overdwars staan, iets wat uniek is voor de hele Tetrapoda. Zowel de bovenkaaksbeenderen als de dentaria van de onderkaken staan wat het tanddragende gedeelte betreft geheel haaks op de lengteas van de schedel. De tandrij van de onderkaak is breder dan de kaak lang is. Zo ontstaat een extreem brede snuit waarin alle tanden van de kop in een enkele bovenste en onderste rij geconcentreerd zijn, welke rijen samen een bijtorgaan vormen dat in één beweging een zeer brede hap uit de vegetatie kan nemen. Het is niet bekend of deze toestand uniek is of een verder verspreid kenmerk onder de Rebbachisauridae vormt, daar de schedels daarvan zelden bewaard zijn gebleven. Om beide dentaria stevig op één rij te houden, is hun symfyse breed en rond in dwarsdoorsnede zodat het bot staafvormig wordt.

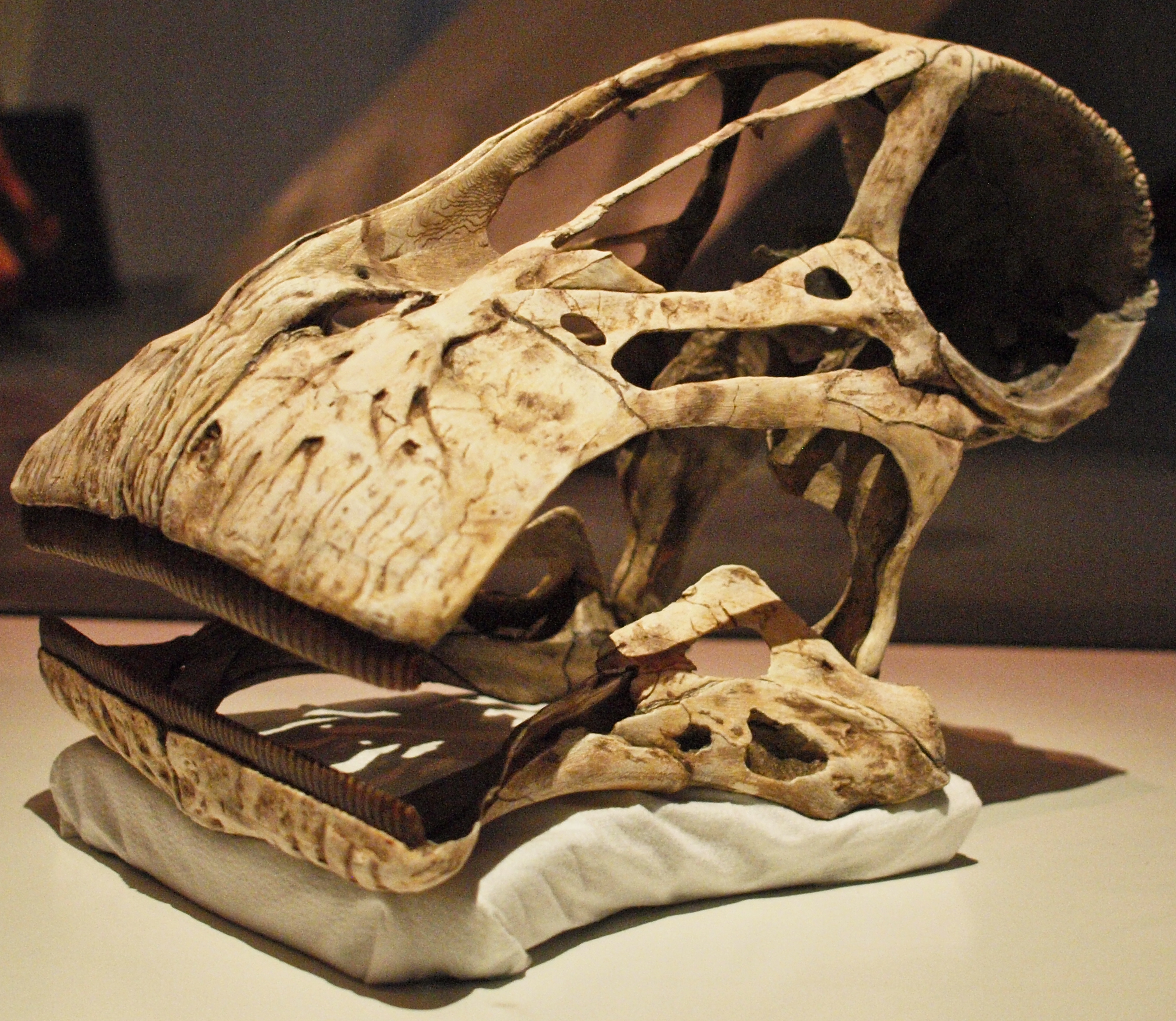
Een model van de schedel

De tanden zijn staafvormig. Aan hun uiteinde bevindt zich een naar voren gericht afgeschuind slijtagevlak; nog niet doorgebroken tanden hebben een ronde top. Dit slijtagevlak, dat een hoek van 40° maakt met de lengteas van de tand, is het gevolg van het afbijten van planten. Een veel scherper vlak, onder een hoek van 5° staand, aan de binnenkant van de bovenste tanden wordt gevormd door de sluitbeweging van de onderste tanden. De tandkronen zijn licht naar achteren gebogen. Hun dwarsdoorsnede is ovaal aan de top maar trapeziumvormig in het midden. Er bevinden zich groeven in de zijranden waarmee contact gemaakt wordt met de naastliggende tanden. Het email op de buitenzijde is achtmaal dikker dan dat op de binnenzijde, wat onder dinosauriërs verder alleen bij Ornithischia bekend is. Het bovenkaaksbeen draagt minstens twintig tanden en het dentarium vierendertig. In 2005 werd duidelijk dat de praemaxilla er vier draagt. Voor de kop als geheel komt dat neer op 116 tandposities, circa tweemaal zoveel als typisch is voor diplodocoïden. In 2007 werd het aantal maxillaire tanden hoger geschat op vijfentwintig wat het totaal aan tandposities op 126 brengt. In de eerste tandkas van de rij van de bovenkaak werden zes vervangingstanden aangetroffen, wat Sereno in 1999 tot de conclusie bracht dat de kop als geheel er meer dan zeshonderd bezeten moest hebben. Later werd duidelijk dat er wel twaalf tanden per kolom aanwezig konden zijn. De vervangingstanden ontwikkelen zich aan de buitenzijde van de kolom en verhuizen geleidelijk naar binnen richting oude tand. De tanden bij de praemaxilla staan in een open trog waarvan de voorwand een centimeter verder naar beneden reikt dan de achterwand. Eenzelfde open trog is aanwezig in het bovenkaaksbeen maar die is bovenaan nog verdeeld in tandkassen door lage beenschotten. De kassen hebben een rechthoekig profiel met de lange as van voor naar achter gericht. In de onderkaken is er ook een open trog, van achteren begrensd door een kaarsrechte rij aderkanalen. De trog heeft geen beenschotten maar wel richels. De dentaire tanden zijn 20% tot 30% korter dan de maxillaire tanden. Naast de tandbatterijen waren de voorste uiteinden van de kaken ook voorzien van hoornsnavels.

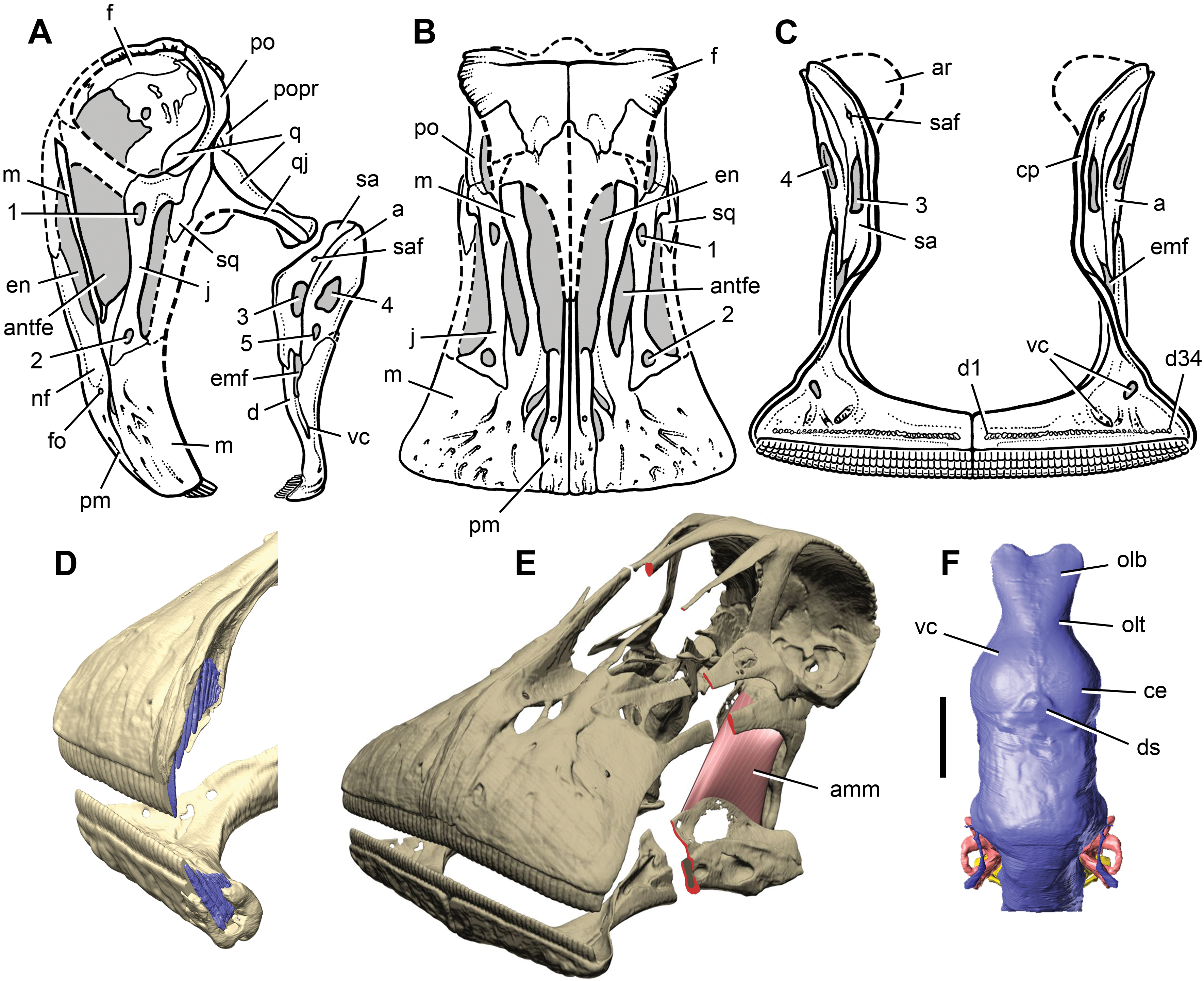
Een diagram van de schedel

De kop als geheel is erg kort, met een hoogte die 90% bedraagt van de lengte; zelfs bij Camrasaurus is dat slechts de helft. De schedel is opvallend lichtgebouwd. De botten vormen dunne beenplaten en er zijn veel extra vensters, twee in het jukbeen en drie in de achterste onderkaak. Het neusgat is groot in plaats van spleetvormig en dicht tegen de middenlijn geplaatst. De neusgaten hebben een hoge positie. In 1999 dacht Sereno dat het neusgat boven de oogkas lag maar in 2005 moest dat gecorrigeerd worden: het ligt boven de fenestra antorbitalis. In de interpretatie ontbreekt het bovenste slaapvenster vrijwel volledig; in 2007 werd geconcludeerd dat het geheel gesloten was. Het achterdeel van de schedel is helemaal onder de oogkas geroteerd. Daarbij is de voorrand van het onderste slaapvenster tot onder de fenestra antorbitalis gedraaid, uniek voor de Sauropoda. Niet alleen de tandrij van de schedel is breed, ook het achterste gedeelte van de snuit. Van het bovenkaaksbeen is het normale achterste punt van tanddragend gedeelte naar voren en buiten geklapt zodat het de hoek vormt van de brede snuitpunt. Om die structuur te ondersteunen is het meer achterste gedeelte sterk uitgegroeid. Het bot is hier erg dun; iets meer naar voren vormt het een in bovenaanzicht dunne balk, één millimeter dik, tussen het langgerekte neusgat en fenestra antorbitalis. De totale dwarsdoorsnede van het bot, nergens verticaal dikker dan twee millimeter, dat de snuit met het achterdeel van de schedel verbindt, bedraagt slechts één vierkante centimeter. Een fenestra preantorbitalis ontbreekt.
Van de hersenpan werd, naast de CAT-scan, ook door middel van siliconen een afgietsel gemaakt. Doordat de opliggende bloedvaten niet te breed het voorhoofdsbeen indringen, krijgt men zo bij Nigersaurus beter dan bij andere sauropoden een goed beeld van de vorm van het brein. Het cerebrum vult de voorste hersenholte volledig en beslaat 30% van het totale hersenvolume. De reuklobben zijn echter relatief klein met slechts 2,9 cm³ op een totaal volume van 53,4 cm³. De hersengrootte is normaal voor een reptiel dat geen vogel is maar klein in vergelijking met veel Ornithischia en Theropoda. Carcharodontosaurus had bijvoorbeeld ongeveer hetzelfde gewicht, maar driemaal grotere hersenen.

#### Onderkaken
Bij de onderkaak kromt de achterste tak van het dentarium die de dwarstak van het tanddragend gedeelte draagt, naar voren toe naar beneden. Die achterste tak wordt daarbij verticaal afgeplat wat uniek is binnen de Sauropoda. Het afgeplatte stuk heeft een hol zeer groot bovenvlak en is driehoekig in bovenaanzicht met de punt naar achteren gericht. De holte wordt aan de buitenzijde begrensd door een scherpe rand die overgaat in de voorrand van de dwarstak. Daarbij is er in de driehoek een groot foramen dat boven een aderkanaal ligt dat naar de tandrij loopt. Bovendien lopen kleinere groeven van het foramen uit richting de kleinere aderopeningen van de tandrij. De tandrij steekt 30% zijdelings buiten de tak uit. Het dentarium heeft aldus in bovenaanzicht de vorm van een T, waarbij de tanddragende tak haaks op de achterste tak staat. De dwarstak is breder dan de hele onderkaak lang is. De rechte trog voor de tanden is van voor naar achter erg breed maar versmalt naar de buitenzijde toe, eindigend in een afgeronde punt. Deze vorm wijst erop dat de tanden naar buiten toe kleiner waren of wellicht langzamer vervangen werden. Het aantal van vierendertig dentaire tanden kan vergeleken worden met de twintig die in het dentarium van Diplodocus staan.
De achterste tak van het dentarium heeft aan de bovenzijde van de achterkant een dun uitsteeksel dat naar achteren toe contact maakt met het surangulare. Onderaan is er een tweede breder tongvormig uitsteeksel. Tussen beide in ligt een ovaal buitenste zijvenster dat uniek is voor de Neosauropoda en opnieuw geëvolueerd moet zijn. Het venster loopt naar voren uit in een lange horizontale trog. Daarnaast zijn er nog drie unieke extra grote openingen in de buitenste zijkant van de onderkaak. Het langste daarvan is een grote ovaal in het surangulare. Daar schuin onder en achter doorboort een hoger venster het angulare. Daarvóór ligt in het angulare een kleiner foramen. Aan de achterkant van de onderkaak is het coronoïde uitsteeksel vrij hoog. De sluitspieren van de onderkaak die hier aan vastzaten kunnen zich bovenaan niet om de rand van het bovenste slaapvenster gewikkeld hebben daar dat ontbrak. Ze moeten hun oorspronge gehad hebben aan het quadratum. Aangezien het surangulare maar een dunne plaat is, waren de spieren kennelijk niet al te sterk. Hetzelfde moet gegolden hebben voor de Musculus pterygoideus die aan het verhemelte ontsprong want de versterkende uitsteeksels van de processus basipterygoidei zijn lage dunne staven van maar twee millimeter dikte.

#### Tanden

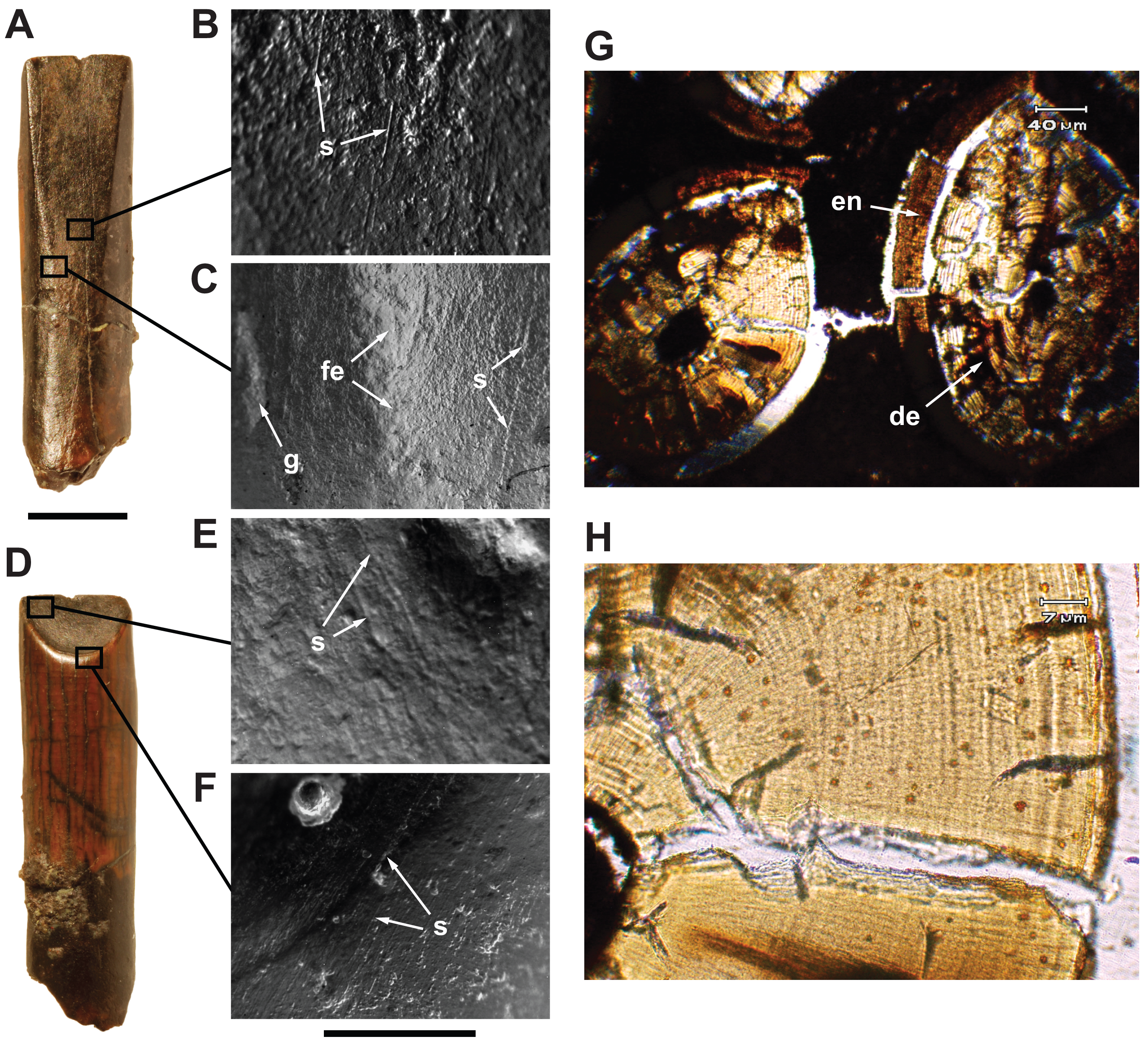
Tandenkronen en hun doorsnede

Afgezien van het kleinere formaat van de dentaire tanden, dat bij meer sauropoden voorkomt, hebben de tanden in bovenkaken en onderkaken dezelfde vorm. De tanden in de tandbatterij ontstonden in het kaakbeen en verhuisden door speciale vervangingsgaten naar de tandtrog. Omdat er wel tot tien van zulke tanden gelijktijdig per positie aanwezig waren, schiep deze beweging de batterij. De aaneengesloten tanden zorgden zelf voor hun stevigheid. Het groeitempo van de tanden is in 2007 bepaald door de Ebnerlijnen te tellen in de dentine-afzetting, de eerste keer dat dit voor een sauropode lukte. Het bleek dat tanden typisch dertig lijnen van elkaar verschilden, een aanwijzing dat voor iedere tandkolom eens per maand een vervangingstand aangemaakt werd, een hoog tempo: bij Hadrosauridae was dit eens per twee maanden. De snelle vervanging hing vermoedelijk samen met het hoge aantal tanden per kolom.
Het is niet precies duidelijk hoe de tanden afsleten daar kennelijk zowel de tanden van de bovenkaken als die van de onderkaken op dezelfde positie hun slijtvlakken hebben en naar binnen gekromd zijn, heel anders dan bij de Cerapoda waar de tanden tegen elkaar in krommen. Het is dus niet zo dat de voorkant of de top van de onderkaakstanden over de achterkant van de bovenkaakstanden schuurde, tenzij alle gevonden losse tanden van de bovenkaken zijn doordat de onderkaakstanden tijdens het maalproces uiteindelijk volledig vernietigd werden. Een ander probleem is hoe het bovenste slijtvlak, slechts bedekt met dentine, zo recht kan zijn: men zou verwachten dat het hol werd bij het afbijten van voedsel. Dikke emaillagen bevinden zich alleen aan de voorzijde van de tanden: ze zijn tienmaal dikker dan het email aan de binnenzijde. Het slijtvlak is D-vormig omdat het van achteren afgesneden wordt door het achterste slijtvlak.

#### Postcrania
Net als alle andere sauropoden van Gondwana, had Nigersaurus een kortere nek dan de sauropoden van Laurazië, zoals Barosaurus. Dit kan een aanpassing zijn aan het eten van bodemplanten op relatief korte afstand van het lichaam. De verre voorouders van Nigersaurus hadden vermoedelijk een langere nek. Bij Nigersaurus heeft de nek nog maar 130% van de lengte van de rug. De nek omvat dertien halswervels. Het is onduidelijk of dit een reductie is ten opzichte van het aantal bij de voorouders. De wervels van de nek en de rug hebben ongevorkte doornuitsteeksels. Ze bezitten ook grote pleurocoelen op de zijkanten, met scherp afgetekende randen. Intern zijn deze wervels extreem gepneumatiseerd: ze bestaan in wezen uit een dunne schaal om een holle binnenruimte, in de lengterichting in tweeën verdeeld door een dun schot. Zelfs sponsachtig bot ontbreekt vrijwel en de holten lopen door tot aan de gewrichtsvlakken. De hoge wervelbogen en doornuitsteeksels zijn opgebouwd uit een stelsel van dunne richels. De staart daarentegen bestaat uit massieve wervels. De voorste staartwervels hebben kruisvormige doornuitsteeksels waarbij de richels op het voorvlak en achtervlak op middelste hoogte uiteenwaaieren. De middelste startwervels hebben lage doornuitsteeksels. De achterste staarwervels zijn matig lang met aan beide zijden bolle wervellichamen.
Het schouderblad is breed en peddelvormig, een typisch rebbachisauride kenmerk. Boven de basis van de processus acromialis, een uitsteeksel op de voorrand van het schouderblad, heeft de rand een brede U-vormige inkeping, net als bij Rayososaurus. Het schouderblad en het halfronde darmbeen zijn ook weer sterk gepneumatiseerd en hebben zeer dunne botwanden.
De ledematen hebben normale proporties voor Diplodocoidea. De voorpoot heeft twee derden van de lengte van de achterpoot. In 2023 concludeerde een studie dat de microstructuur van het bot van de pijpbeenderen niet wijst op een specialisatie in het dragen van een hoog lichaamsgewicht.

## Fylogenie
Taquet had eerst gemeend dat de resten van een lid van de Dicraeosauridae waren die daarbij ook nog eens verwant zouden zijn aan de Titanosauria, een tegenwoordig verlaten standpunt. In 1999 plaatse Sereno Nigersaurus binnen de Diplodocoidea in de Rebbachisauridae. Het was toen de oudste bekende rebbachisauride.
Het volgende kladogram toont een mogelijke positie van Nigersaurus in de evolutionaire stamboom.
|  | Rayososaurus                                                  |
|  |                                                               |
|  | Rebbachisaurus                                                |
|  |                                                               |
|  | \| \| Cathartesaura \| \| \| \| \| \| Limaysaurus \| \| \| \| |
|  |                                                               |
|  | Cathartesaura                                                 |
|  |                                                               |
|  | Limaysaurus                                                   |
|  |                                                               |

|  | Cathartesaura |
|  |               |
|  | Limaysaurus   |
|  |               |

|  | Nigersaurus                                                  |
|  |                                                              |
|  | \| \| Demandasaurus \| \| \| \| \| \| Tataouinea \| \| \| \| |
|  |                                                              |
|  | Demandasaurus                                                |
|  |                                                              |
|  | Tataouinea                                                   |
|  |                                                              |

|  | Demandasaurus |
|  |               |
|  | Tataouinea    |
|  |               |

|  | Rayososaurus                                                  |
|  |                                                               |
|  | Rebbachisaurus                                                |
|  |                                                               |
|  | \| \| Cathartesaura \| \| \| \| \| \| Limaysaurus \| \| \| \| |
|  |                                                               |
|  | Cathartesaura                                                 |
|  |                                                               |
|  | Limaysaurus                                                   |
|  |                                                               |

|  | Cathartesaura |
|  |               |
|  | Limaysaurus   |
|  |               |

|  | Nigersaurus                                                  |
|  |                                                              |
|  | \| \| Demandasaurus \| \| \| \| \| \| Tataouinea \| \| \| \| |
|  |                                                              |
|  | Demandasaurus                                                |
|  |                                                              |
|  | Tataouinea                                                   |
|  |                                                              |

|  | Demandasaurus |
|  |               |
|  | Tataouinea    |
|  |               |

|  | Rayososaurus                                                  |
|  |                                                               |
|  | Rebbachisaurus                                                |
|  |                                                               |
|  | \| \| Cathartesaura \| \| \| \| \| \| Limaysaurus \| \| \| \| |
|  |                                                               |
|  | Cathartesaura                                                 |
|  |                                                               |
|  | Limaysaurus                                                   |
|  |                                                               |

|  | Cathartesaura |
|  |               |
|  | Limaysaurus   |
|  |               |

|  | Nigersaurus                                                  |
|  |                                                              |
|  | \| \| Demandasaurus \| \| \| \| \| \| Tataouinea \| \| \| \| |
|  |                                                              |
|  | Demandasaurus                                                |
|  |                                                              |
|  | Tataouinea                                                   |
|  |                                                              |

|  | Demandasaurus |
|  |               |
|  | Tataouinea    |
|  |               |

|  | Rayososaurus                                                  |
|  |                                                               |
|  | Rebbachisaurus                                                |
|  |                                                               |
|  | \| \| Cathartesaura \| \| \| \| \| \| Limaysaurus \| \| \| \| |
|  |                                                               |
|  | Cathartesaura                                                 |
|  |                                                               |
|  | Limaysaurus                                                   |
|  |                                                               |

|  | Cathartesaura |
|  |               |
|  | Limaysaurus   |
|  |               |

|  | Nigersaurus                                                  |
|  |                                                              |
|  | \| \| Demandasaurus \| \| \| \| \| \| Tataouinea \| \| \| \| |
|  |                                                              |
|  | Demandasaurus                                                |
|  |                                                              |
|  | Tataouinea                                                   |
|  |                                                              |

|  | Demandasaurus |
|  |               |
|  | Tataouinea    |
|  |               |

|  | Rayososaurus                                                  |
|  |                                                               |
|  | Rebbachisaurus                                                |
|  |                                                               |
|  | \| \| Cathartesaura \| \| \| \| \| \| Limaysaurus \| \| \| \| |
|  |                                                               |
|  | Cathartesaura                                                 |
|  |                                                               |
|  | Limaysaurus                                                   |
|  |                                                               |

|  | Cathartesaura |
|  |               |
|  | Limaysaurus   |
|  |               |

|  | Nigersaurus                                                  |
|  |                                                              |
|  | \| \| Demandasaurus \| \| \| \| \| \| Tataouinea \| \| \| \| |
|  |                                                              |
|  | Demandasaurus                                                |
|  |                                                              |
|  | Tataouinea                                                   |
|  |                                                              |

|  | Demandasaurus |
|  |               |
|  | Tataouinea    |
|  |               |

|  | Rayososaurus                                                  |
|  |                                                               |
|  | Rebbachisaurus                                                |
|  |                                                               |
|  | \| \| Cathartesaura \| \| \| \| \| \| Limaysaurus \| \| \| \| |
|  |                                                               |
|  | Cathartesaura                                                 |
|  |                                                               |
|  | Limaysaurus                                                   |
|  |                                                               |

|  | Cathartesaura |
|  |               |
|  | Limaysaurus   |
|  |               |

|  | Nigersaurus                                                  |
|  |                                                              |
|  | \| \| Demandasaurus \| \| \| \| \| \| Tataouinea \| \| \| \| |
|  |                                                              |
|  | Demandasaurus                                                |
|  |                                                              |
|  | Tataouinea                                                   |
|  |                                                              |

|  | Demandasaurus |
|  |               |
|  | Tataouinea    |
|  |               |

|  | Rayososaurus                                                  |
|  |                                                               |
|  | Rebbachisaurus                                                |
|  |                                                               |
|  | \| \| Cathartesaura \| \| \| \| \| \| Limaysaurus \| \| \| \| |
|  |                                                               |
|  | Cathartesaura                                                 |
|  |                                                               |
|  | Limaysaurus                                                   |
|  |                                                               |

|  | Cathartesaura |
|  |               |
|  | Limaysaurus   |
|  |               |

|  | Nigersaurus                                                  |
|  |                                                              |
|  | \| \| Demandasaurus \| \| \| \| \| \| Tataouinea \| \| \| \| |
|  |                                                              |
|  | Demandasaurus                                                |
|  |                                                              |
|  | Tataouinea                                                   |
|  |                                                              |

|  | Demandasaurus |
|  |               |
|  | Tataouinea    |
|  |               |

|  | Rayososaurus                                                  |
|  |                                                               |
|  | Rebbachisaurus                                                |
|  |                                                               |
|  | \| \| Cathartesaura \| \| \| \| \| \| Limaysaurus \| \| \| \| |
|  |                                                               |
|  | Cathartesaura                                                 |
|  |                                                               |
|  | Limaysaurus                                                   |
|  |                                                               |

|  | Cathartesaura |
|  |               |
|  | Limaysaurus   |
|  |               |

|  | Nigersaurus                                                  |
|  |                                                              |
|  | \| \| Demandasaurus \| \| \| \| \| \| Tataouinea \| \| \| \| |
|  |                                                              |
|  | Demandasaurus                                                |
|  |                                                              |
|  | Tataouinea                                                   |
|  |                                                              |

|  | Demandasaurus |
|  |               |
|  | Tataouinea    |
|  |               |

|  | Rayososaurus                                                  |
|  |                                                               |
|  | Rebbachisaurus                                                |
|  |                                                               |
|  | \| \| Cathartesaura \| \| \| \| \| \| Limaysaurus \| \| \| \| |
|  |                                                               |
|  | Cathartesaura                                                 |
|  |                                                               |
|  | Limaysaurus                                                   |
|  |                                                               |

|  | Cathartesaura |
|  |               |
|  | Limaysaurus   |
|  |               |

|  | Nigersaurus                                                  |
|  |                                                              |
|  | \| \| Demandasaurus \| \| \| \| \| \| Tataouinea \| \| \| \| |
|  |                                                              |
|  | Demandasaurus                                                |
|  |                                                              |
|  | Tataouinea                                                   |
|  |                                                              |

|  | Demandasaurus |
|  |               |
|  | Tataouinea    |
|  |               |

|  | Rayososaurus                                                  |
|  |                                                               |
|  | Rebbachisaurus                                                |
|  |                                                               |
|  | \| \| Cathartesaura \| \| \| \| \| \| Limaysaurus \| \| \| \| |
|  |                                                               |
|  | Cathartesaura                                                 |
|  |                                                               |
|  | Limaysaurus                                                   |
|  |                                                               |

|  | Cathartesaura |
|  |               |
|  | Limaysaurus   |
|  |               |

|  | Nigersaurus                                                  |
|  |                                                              |
|  | \| \| Demandasaurus \| \| \| \| \| \| Tataouinea \| \| \| \| |
|  |                                                              |
|  | Demandasaurus                                                |
|  |                                                              |
|  | Tataouinea                                                   |
|  |                                                              |

|  | Demandasaurus |
|  |               |
|  | Tataouinea    |
|  |               |

|  | Rayososaurus                                                  |
|  |                                                               |
|  | Rebbachisaurus                                                |
|  |                                                               |
|  | \| \| Cathartesaura \| \| \| \| \| \| Limaysaurus \| \| \| \| |
|  |                                                               |
|  | Cathartesaura                                                 |
|  |                                                               |
|  | Limaysaurus                                                   |
|  |                                                               |

|  | Cathartesaura |
|  |               |
|  | Limaysaurus   |
|  |               |

|  | Nigersaurus                                                  |
|  |                                                              |
|  | \| \| Demandasaurus \| \| \| \| \| \| Tataouinea \| \| \| \| |
|  |                                                              |
|  | Demandasaurus                                                |
|  |                                                              |
|  | Tataouinea                                                   |
|  |                                                              |

|  | Demandasaurus |
|  |               |
|  | Tataouinea    |
|  |               |

|  | Rayososaurus                                                  |
|  |                                                               |
|  | Rebbachisaurus                                                |
|  |                                                               |
|  | \| \| Cathartesaura \| \| \| \| \| \| Limaysaurus \| \| \| \| |
|  |                                                               |
|  | Cathartesaura                                                 |
|  |                                                               |
|  | Limaysaurus                                                   |
|  |                                                               |

|  | Cathartesaura |
|  |               |
|  | Limaysaurus   |
|  |               |

|  | Nigersaurus                                                  |
|  |                                                              |
|  | \| \| Demandasaurus \| \| \| \| \| \| Tataouinea \| \| \| \| |
|  |                                                              |
|  | Demandasaurus                                                |
|  |                                                              |
|  | Tataouinea                                                   |
|  |                                                              |

|  | Demandasaurus |
|  |               |
|  | Tataouinea    |
|  |               |

|  | Rayososaurus                                                  |
|  |                                                               |
|  | Rebbachisaurus                                                |
|  |                                                               |
|  | \| \| Cathartesaura \| \| \| \| \| \| Limaysaurus \| \| \| \| |
|  |                                                               |
|  | Cathartesaura                                                 |
|  |                                                               |
|  | Limaysaurus                                                   |
|  |                                                               |

|  | Cathartesaura |
|  |               |
|  | Limaysaurus   |
|  |               |

|  | Nigersaurus                                                  |
|  |                                                              |
|  | \| \| Demandasaurus \| \| \| \| \| \| Tataouinea \| \| \| \| |
|  |                                                              |
|  | Demandasaurus                                                |
|  |                                                              |
|  | Tataouinea                                                   |
|  |                                                              |

|  | Demandasaurus |
|  |               |
|  | Tataouinea    |
|  |               |

|  | Rayososaurus                                                  |
|  |                                                               |
|  | Rebbachisaurus                                                |
|  |                                                               |
|  | \| \| Cathartesaura \| \| \| \| \| \| Limaysaurus \| \| \| \| |
|  |                                                               |
|  | Cathartesaura                                                 |
|  |                                                               |
|  | Limaysaurus                                                   |
|  |                                                               |

|  | Cathartesaura |
|  |               |
|  | Limaysaurus   |
|  |               |

|  | Nigersaurus                                                  |
|  |                                                              |
|  | \| \| Demandasaurus \| \| \| \| \| \| Tataouinea \| \| \| \| |
|  |                                                              |
|  | Demandasaurus                                                |
|  |                                                              |
|  | Tataouinea                                                   |
|  |                                                              |

|  | Demandasaurus |
|  |               |
|  | Tataouinea    |
|  |               |

|  | Rayososaurus                                                  |
|  |                                                               |
|  | Rebbachisaurus                                                |
|  |                                                               |
|  | \| \| Cathartesaura \| \| \| \| \| \| Limaysaurus \| \| \| \| |
|  |                                                               |
|  | Cathartesaura                                                 |
|  |                                                               |
|  | Limaysaurus                                                   |
|  |                                                               |

|  | Cathartesaura |
|  |               |
|  | Limaysaurus   |
|  |               |

|  | Nigersaurus                                                  |
|  |                                                              |
|  | \| \| Demandasaurus \| \| \| \| \| \| Tataouinea \| \| \| \| |
|  |                                                              |
|  | Demandasaurus                                                |
|  |                                                              |
|  | Tataouinea                                                   |
|  |                                                              |

|  | Demandasaurus |
|  |               |
|  | Tataouinea    |
|  |               |

|  | Rayososaurus                                                  |
|  |                                                               |
|  | Rebbachisaurus                                                |
|  |                                                               |
|  | \| \| Cathartesaura \| \| \| \| \| \| Limaysaurus \| \| \| \| |
|  |                                                               |
|  | Cathartesaura                                                 |
|  |                                                               |
|  | Limaysaurus                                                   |
|  |                                                               |

|  | Cathartesaura |
|  |               |
|  | Limaysaurus   |
|  |               |

|  | Nigersaurus                                                  |
|  |                                                              |
|  | \| \| Demandasaurus \| \| \| \| \| \| Tataouinea \| \| \| \| |
|  |                                                              |
|  | Demandasaurus                                                |
|  |                                                              |
|  | Tataouinea                                                   |
|  |                                                              |

|  | Demandasaurus |
|  |               |
|  | Tataouinea    |
|  |               |

Nigersaurus werd in 2005 gezien als het eindpunt van een trend in de Diplodocoidea naar bredere snuiten en slankere tanden.

## Levenswijze
Volgens de studie uit 2005 waren de brede kaken niet bedoeld voor een kwalitatief betere verwerking van het voedsel, gezien de lichte bouw van de onderkaken en de mogelijkheid dat bij sauropoden vooral maagstenen ofwel gastrolieten het voedsel vermaalden. De brede snuit werd daarom gezien als een kwantitatieve aanpassing, een methode om in een zo kort mogelijke tijd zoveel mogelijk bodemplaten af te bijten.
In 2007 werd geconcludeerd dat de normale rustpositie van de kop afhangend was, dus met de snuit recht omlaag gericht. In dat geval werd de snuit 70° lager geroteerd dan bij diplodocoïde verwanten. Dit was althans de houding van de kop als het zijkanaal van de halfcirkelvormige kanalen van het oor horizontaal geplaatst wordt.
Uit de kleine reuklobben werd in 2007 afgeleid dat reuk een geringe rol speelde in het zoeken van voedsel, ondanks de niet geringe neusholte.